# Movimento Democrático para a Libertação dos Kunamas Eritreus
O Movimento Democrático para a Libertação do Kunama Eritreu (em inglês:  Democratic Movement for the Liberation of the Eritrean Kunama; abreviado DMLEK) é uma organização política e armada kunama ativa na Eritreia. Defende os direitos e a autonomia do povo kunama, um dos nove grupos étnicos do país. O grupo é financiado principalmente pela diáspora eritreia e é aliado à Organização Democrática Afar do Mar Vermelho.
Foi fundado em 1 de abril de 1995, após a Eritreia ganhar a independência da Etiópia. A organização surgiu em resposta à marginalização e discriminação enfrentadas pelo povo kunama sob o governo da Eritreia. O Movimento Democrático para a Libertação do Kunama Eritreu esteve envolvido em conflitos armados com o governo eritreu, com o objetivo de garantir maior autonomia, independência e representação para o povo kunama. No entanto, a posição do movimento em relação ao separatismo é um tanto ambígua, com alguns membros defendendo a independência da região de Kunama por meio do conflito.
O povo kunama tem uma cultura e uma língua distintas, e historicamente enfrentou discriminação e marginalização sob sucessivos governos eritreus. O Movimento Democrático para a Libertação do Kunama Eritreu tem criticado as políticas do governo da Eritreia em relação aos grupos minoritários e exige um maior respeito pelos direitos do povo kunama e de outras comunidades marginalizadas no país.
O Movimento Democrático para a Libertação do Kunama Eritreu tem se envolvido em vários conflitos armados com o governo eritreu, e tem sido acusado de cometer abusos de direitos humanos. A organização foi designada como grupo terrorista pelo governo e tem sido sujeita a repressão e perseguições.